# Fisera dictyodes
Fisera dictyodes är en fjärilsart som beskrevs av Oswald Beltram Lower 1893. Fisera dictyodes ingår i släktet Fisera och familjen mätare. Inga underarter finns listade i Catalogue of Life.